# كابيتال سيتيس
كابيتال سيتيس (بالإنجليزية: Capital Cities)‏ وهي فرقة غناء إندي بوب أمريكية تتمركز في مدينة لوس أنجلوس كاليفورنيا في الولايات المتحدة تشكلت هذه الفرقة في سنة 2011 وتتكون من ريان ميركانت وسيبو سيمونيان واحتلت أغنيتهم safe and sound المراتب الأولى في الولايات المتحدة.

## روابط خارجية
- كابيتال سيتيس على موقع IMDb (الإنجليزية)
- كابيتال سيتيس على موقع ميوزك برينز (الإنجليزية)
- كابيتال سيتيس على موقع أول ميوزيك (الإنجليزية)
- كابيتال سيتيس على موقع ديسكوغز (الإنجليزية)